# Josh Kelley Live Session EP
Live Session EP é um EP exclusivo para o iTunes lançado pelo cantor Josh Kelley.

## Faixas
1. Only You – 3:23
2. Almost Honest – 3:34
3. Hard Times Happen – 4:38
4. Lover Come Up – 4:06
5. The Ballad of Jerry Feldner - 5:12